# Гаврилов, Игорь Григорьевич
Игорь Григорьевич Гаврилов (30 мая 1925) — советский футболист, защитник. Мастер спорта СССР (1951).

## Биография
Воспитанник юношеской команды «Спартак» Куйбышев.
В 1947 году был в составе клуба группы II «Трактор» Куйбышев.
С 1948 года — в команде «Крылья Советов» Куйбышев. В 1949—1955 годах в чемпионате СССР провёл 90 матчей, забил один гол.
Завершил карьеру в классе «Б» в команде города Ступино (1956—1957) и «Балтике» Калининград (1958).
Финалист Кубка СССР 1953.